# Vasil Levski (Plovdiv)
Vasil Levski (Bulgaars: Васил Левски) is een dorp in de Bulgaarse gemeente Karlovo, oblast Plovdiv. Het dorp ligt hemelsbreed 53 km ten noorden van Plovdiv en 128 km ten oosten van Sofia.

## Bevolking
Op 31 december 2020 telde het dorp Vasil Levski 1.381 inwoners. Het aantal inwoners vertoont al vele jaren een dalende trend: in 1946 had het dorp nog 2.889 inwoners.
|  |

In het dorp wonen vooral etnische Bulgaren, maar ook substantiële minderheden van etnische Turken en Roma. In de optionele volkstelling van 2011 identificeerden 1.336 van de 1.556 ondervraagden zichzelf als etnische Bulgaren, oftewel 85,9%. De overige inwoners identificeerden zichzelf vooral als etnische Turken (176 ondervraagden, oftewel 11,3%) of Roma (41 personen, 2,6%).
| Etnische samenstelling van de respondenten (2011) | Etnische samenstelling van de respondenten (2011) | Etnische samenstelling van de respondenten (2011) | Etnische samenstelling van de respondenten (2011) | Etnische samenstelling van de respondenten (2011) |
| ------------------------------------------------- | ------------------------------------------------- | ------------------------------------------------- | ------------------------------------------------- | ------------------------------------------------- |
|                                                   |                                                   |                                                   |                                                   |                                                   |
| Bulgaren                                          | Bulgaren                                          |                                                   | 85,9%                                             | 85,9%                                             |
| Turken                                            | Turken                                            |                                                   | 11,3%                                             | 11,3%                                             |
| Roma                                              | Roma                                              |                                                   | 2,6%                                              | 2,6%                                              |
| Anders/Onbekend                                   | Anders/Onbekend                                   |                                                   | 0,2%                                              | 0,2%                                              |

Banja · Begoentsi · Bogdan · Christo Danovo · Dabene · Domljan · Gorni Domljan · Iganovo · Kalofer · Karavelovo · Karlovo · Karnare · Kliment · Klisoera · Koertovo · Marino Pole · Moskovets · Mratsjenik · Pevtsite · Prolom · Rozino · Slatina · Sokolitsa · Stoletovo · Vasil Levski · Vedrare · Vojnjagovo